# Renaat Landuyt
Renaat Julien Landuyt (ur. 28 stycznia 1959 w Ypres) – belgijski i flamandzki polityk, były minister na szczeblu krajowym, parlamentarzysta.

## Życiorys
Studiował prawo i filozofię na Katholieke Universiteit Leuven. Praktykował jako adwokat. Zaangażował się w działalność polityczną w ramach flamandzkiej Partii Socjalistycznej.
W latach 1991–1999 sprawował mandat posła do federalnej Izby Reprezentantów. W połowie lat 90. zasiadł jednocześnie w radzie miejskiej w Brugii. W 1999 objął stanowisko ministra w regionalnym rządzie flamandzkim. W 2003 pełnił obowiązki premiera Flandrii. W 2004 wybrany do Parlamentu Flamandzkiego, wkrótce zrezygnował w związku z powołaniem w skład centralnego gabinetu Guya Verhofstadta, w którym został ministrem mobilności. Urząd ten sprawował do 2007.
W 2007 i 2010 ponownie wybierany do federalnej Izby Reprezentantów, a w 2014 powrócił do Parlamentu Flamandzkiego. W 2013 został natomiast burmistrzem Brugii, zajmując to stanowisko do końca 2018.